# 1530 w polityce

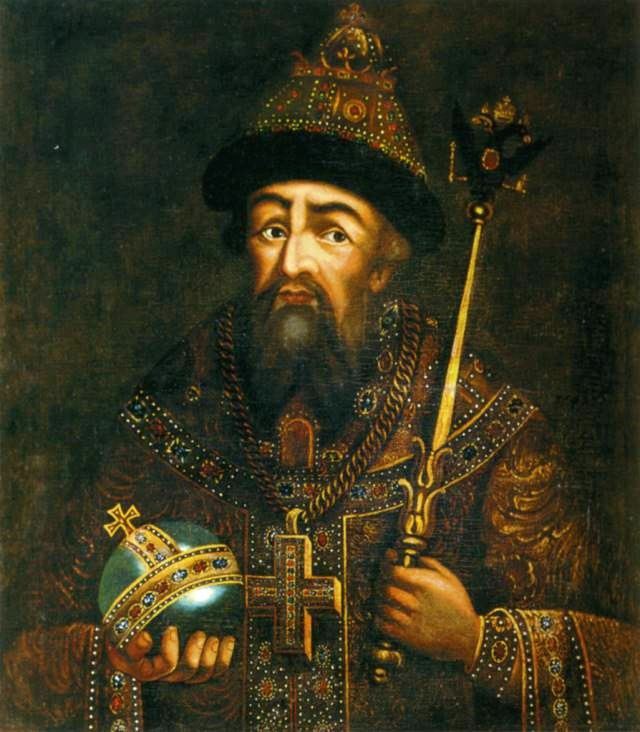
Iwan IV Groźny

Wydarzenia polityczne w 1530 roku.

## Urodzili się
- Iwan IV Groźny, car Rosji[1].